# Державний кордон Алжиру

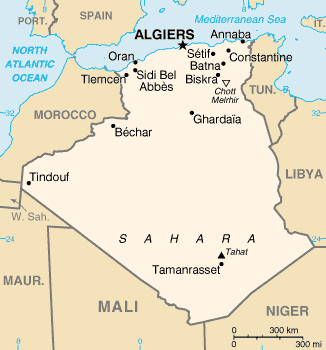
Карта Алжиру

Державний кордон Алжиру — державний кордон, лінія на поверхні Землі та вертикальна поверхня, що проходить по цій лінії, що визначають межі державного суверенітету Алжиру над власними територією, водами, природними ресурсами в них і повітряним простором над ними. 

## Сухопутний кордон
Загальна довжина кордону — 6734 км. Алжир межує з 7 державами. 
Ділянки державного кордону
| Держава        | Ділянка         | Довжина (км) | Прикордонні регіони | Примітки |
| -------------- | --------------- | ------------ | ------------------- | -------- |
| Марокко        | північний захід | 1900         |                     |          |
| Малі           | південний захід | 1359         |                     |          |
| Туніс          | північний схід  | 1034         |                     |          |
| Лівія          | схід            | 989          |                     |          |
| Нігер          | південний схід  | 951          |                     |          |
| Мавританія     | південний захід | 460          |                     |          |
| Західна Сахара | захід           | 41           |                     |          |

## Морські кордони
Алжир омивається водами Середземного моря, крайня західна частина якого має власну назву — море Альборан. Загальна довжина морського узбережжя 998 км. Згідно з Конвенцією Організації Об'єднаних Націй з морського права (UNCLOS) 1982 року, протяжність територіальних вод країни встановлено в 12 морських миль (22,2 км). Зона континентального шельфу і права на нього не заявлені. Виключна рибальська зона встановлена на відстань 32-52 морських миль від узбережжя.